# Rhinocypha ustulata
Rhinocypha ustulata is een libellensoort uit de familie van de Chlorocyphidae (Juweeljuffers), onderorde juffers (Zygoptera).
De wetenschappelijke naam van de soort is voor het eerst geldig gepubliceerd in 1867 door Kaup in Brauer.